# سيرجي سازونوف
سيرجي ديمتريفيتش سازونوف (بالروسية: Сергей Дмитриевич Сазонов) (10 أغسطس 1860 في محافظة ريازان - 11 ديسمبر 1927) كان رجل دولة ودبلوماسيًّا روسيًّا، خدم في منصب وزير الخارجية من نوفمبر 1910 إلى 1916. تعد مساهماته في الأحداث التي قادت إلى اندلاع الحرب العالمية الأولى موضع نقاش حاد، إذ يلقي بعض المؤرخين باللائمة عليه شخصيًّا فيما يتعلق بالتعبئة الاستفزازية والمبكرة، بينما يرى آخرون أن همه الرئيسي «كان تخفيض درجة توتر العلاقات الدولية، خاصة في البلقان».

## النشأة
لم يكن سيرجي سازنوف من طبقة النبلاء العليا، إلا أنه كان أخًا لزوجة رئيس الوزراء بيوتر ستولبين، الذي بذل قصارى جهده لدفع مسيرة سازونوف المهنية. بعد تخرجه في ليسيوم تسارسكوي سيلو، خدم في السفارة الروسية في لندن، وفي بعثة دبلوماسية إلى الفاتيكان، وهي البعثة التي أصبح رئيسًا لها في مارس 1906. في 26 يونيو 1909 استدعته الوزارة إلى سانت بطرسبرج ليعين نائبًا لوزير الخارجية، ولم يمض وقت طويل حتى عين وزيرًا للخارجية خلفًا لألكسندر إزفولسكي، ومضى على خطوط السياسة التي وضعها رئيس الوزراء ستولبن.

## وزيرًا للخارجية

### اتفاق بوتسدام
قبل توليه الوزارة بوقت قصير، حضر سازونوف اجتماعًا للإمبراطور الروسي نيقولا الثاني وفيلهلم الثاني، إمبراطور ألمانيا. هذا الاجتماع الذي أقيم في بوتسدام الألمانية كان يهدف لتأديب البريطانيين لما رآه الروس من خيانة بريطانيا للمصالح الروسية أثناء الأزمة البوسنية. وبالفعل، كان وزير الخارجية البريطاني منزعجًا للغاية من هذه العلامة على التقارب الروسي الألماني.
ناقش الحاكمان الروسي والألماني خلال هذا الاجتماع مشروع سكك حديد بغداد، وهو مشروع ألماني طموح، يُعتقد على نطاق واسع أنه سيمنح برلين تأثيرًا جيوسياسيًّا ملحوظًا في منطقة الهلال الخصيب. وعلى خلفية الأزمة الدستورية الفارسية، كانت روسيا تتوق للتحكم بفرع السكك الحديدية المستقبلي بين طهران وخانقين، على الحدود التركية، وذلك عبر رأس مالي روسي وألماني؛ سعت روسيا أيضًا إلى أن تربط ألمانيا خط السكك الحديدية هذا بخط سكك حديد بغداد. اتفقت القوتان على تسوية خلافاتهما في اتفاق بوتسدام، الذي وُقع في 19 أغسطس 1911. بموجب هذا الاتفاق أطلقت ألمانيا يد روسيا في شمال إيران في مقابل اعتراف روسي بحقوق ألمانيا في سكك حديد بغداد. كان سازونوف مريضًا في ذلك الوقت، وقاد أناتولي نيراتوف مكتبه في غيابه. كان سازونوف يأمل في أن يمنح أول خط للسكك الحديدية بين فارس وأوروبا عتلة نفوذ تستخدمها بلاده للتأثير على جارتها الجنوبية.
على الرغم من البدايات الواعدة، فقد انهارت العلاقات الروسية الألمانية في 1913، عندما أرسل الإمبراطور الألماني أحد جنرالاته لإعادة تنظيم الجيش العثماني وللإشراف على ثكنة عسكرية في اسطنبول بطلب من العثمانيين، وقد أشار الإمبراطور فيلهلم أن «العلم الألماني سيرفرف قريبًا فوق تحصينات البوسفور»، وهو ممر تجاري حيوي يمثل خمسي الصادرات الروسية.

### التحالف مع اليابان
مع أن سازونوف كان يصب تركيزه على الشؤون الروسية-الألمانية، إلا أنه كان أيضًا مهتمًّا بالاعتناء بمصلحة بلاده في الشرق الأقصى. وفي أعقاب الحرب الروسية اليابانية، التي كانت ذات نتائج كارثية بالنسبة لروسيا، سعى سازونوف إلى التقرب من اليابان عبر عدد من المبادرات الودية. ونتيجة لهذه الجهود، وُقع اتفاق سري في سانت بطرسبرج في 8 يوليو 1912 يتعلق بتحديد مناطق النفوذ في منغوليا الداخلية. عزم الطرفان على إبقاء منغوليا الداخلية معزولة سياسيًّا عن منغوليا الخارجية. بعد 4 سنوات، تمكن سازونوف من الوصول إلى تحالف دفاعي روسي-ياباني (3 يوليو 1916) يهدف إلى حماية مصالح البلدين في الصين.

### الحرب العالمية الأولى

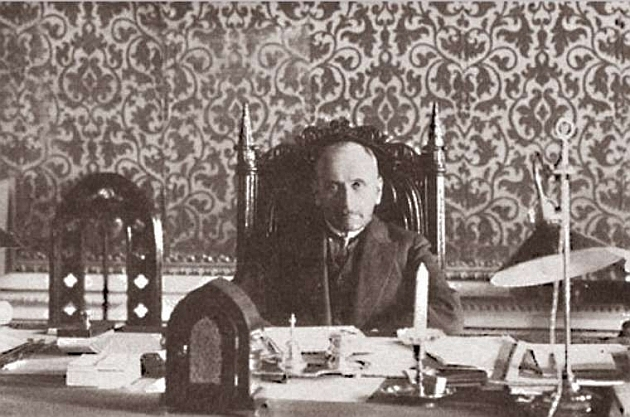
وزير الخارجية سيرجي سازونوف

في مقدمات نزاع عسكري كبير في أوروبا، كان اهتمام سيرجي سازونوف موجهًا نحو عزل الإمبراطورية النمساوية المجرية، وذلك باستخدام البلقان ورقة ضغط ضد النفوذ المتقلص لآل هابسبورج. ولأن سازونوف كان معتدلًا فيما يخص سياسات البلقان، تعرضت وزارته للنقد المتكرر من جانب الوطنيين لما رأوا أنه فشل بالالتزام بسياسة قومية سلافية صارمة.
بينما سعى أشخاص مثل نيكولاس هارتفيج إلى صهر البلدان السلافية الجنوبية في اتحاد كونفيدرالي يرعاه القيصر الروسي، لم تظهر أية دلالات على أن الوزير سازونوف حمل أو دعم هذه الرؤى. مع ذلك، اقتنعت ألمانيا والنمسا بأن روسيا تسعى إلى تغذية الوحدوية السلافية في بلجراد وعواصم سلافية أخرى، وهو سلوك عدائي أسهم في اغتيال الأرشيدوق النمساوي فرانز فرديناند ونشوب الحرب العظمى.
كانت صربيا ضمن نطاق النفوذ الروسي وكان هناك دعم كبير للقضية الصربية في الوسط السياسي الروسي وبين صفوف الشعب عمومًا. وهو ما دفع روسيا إلى الدفاع عن صربيا بعد اغتيال الدوق فرديناند، وقد حذر سازونوف النمسا من أن روسيا «سترد عسكريًّا إذا اتخذ أي إجراء ضد دولتها العميلة».
بعد اندلاع الحرب العالمية الأولى، عمل سازونوف على منع رومانيا من الانضمام إلى قوى المركز وانتزع موافقة حلفاء روسيا على احتلال بلاده للبسفور والقسطنطينية والجانب الأوروبي من الدردنيل. في 1 أكتوبر 1914، قدَّم سازونوف ضمانًا مكتوبًا لرومانيا، بأنها إذا انضمت للوفاق الثلاثي فإنها ستتوسع على حساب الأراضي النمساوية في ترانسيلفانيا وبوكوفينا وبانات. وقد أسهم بأسلوبه الهادئ والمهذب في الحفاظ على علاقات مثمرة بين الحلفاء.
قبِل إعلان البروفيسور توماس ماساريك بألا يطلق جنود الجيش الروسي النار على اللاجئين التشيكيين في أكتوبر 1914.
في لندن، كانت الآراء حول سيرجي سازونوف إيجابية، لكن الفصيل الموالي لألمانيا والتابع للتسارينا ألكسندرا دفع باتجاه عزله، وهو ما تحقق في 10 يوليو، بعدما أذاع سازونوف مقترحًا بمنح الحكم الذاتي لبولندا.

## ما بعد الثورة

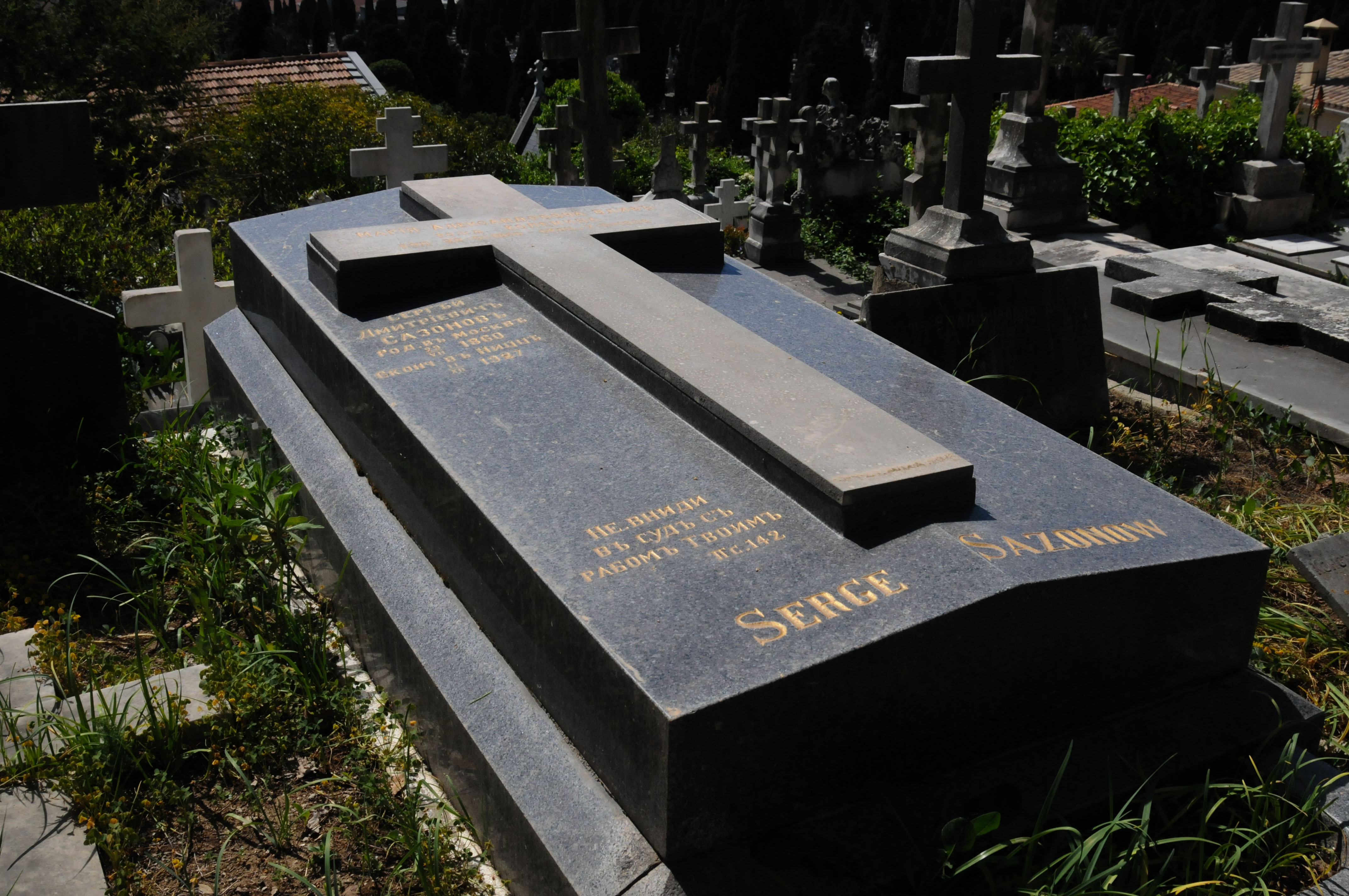
قبر سيرجي سازونوف حيث دُفن في نيس، فرنسا.

في بدايات 1917، عُين سازونوف سفيرًا لدى بريطانيا، إلا أنه وجد أنه من الضروري أن يظل في روسيا، حيث شهد ثورة فبراير.
كان معارضًا للبلشفية، وقدم المشورة لأنطون دينكن حول الشؤون الدولية، وكان وزير الخارجية في الحكومة المعادية للبلاشفة، والتي ترأسها الأدميرال كولتشاك. في 1919، مثَّل حكومة عموم روسيا المؤقتة، وهي الحكومة التي اعترف بها الحلفاء في ذلك الوقت، في مؤتمر باريس للسلام. وقضى سازونوف السنوات الأخيرة من حياته يكتب كتاب مذكراته. وتوفي في نيس ودُفن هناك.